# کاپیتل-ناسیونال
کاپیتل-ناسیونال (به انگلیسی: Capitale-Nationale) یک منطقهٔ مسکونی در کانادا است که در استان کبک واقع شده‌است. کاپیتل-ناسیونال ۷۰۰٬۶۱۶ نفر جمعیت دارد.

## مناطق مهم مسکونی
- به-سن-پل
- بوآشاتل
- دوناکونا
- لانسین-لورت
- لا مالبه
- لاک-بوپورت
- پون-روژ

- شهر کبک
- سن-اوگوستن-دو-دمور
- سنت-بریژیت-دو-لاوال
- سنت-کاترین-دو-لا-ژاک-کارتیه
- سن-رمون
- شانون
- ستونهام-ا-تئوکسبری